# Enrique Stanko Vráz
Enrique Stanko Vráz, deutsch auch: Enrik Stanko Vráz, (* 18. Februar bzw. 8. April 1860 in Weliko Tarnowo, Bulgarien; † 20. Februar 1932 in Prag) war ein tschechischer Forschungsreisender.

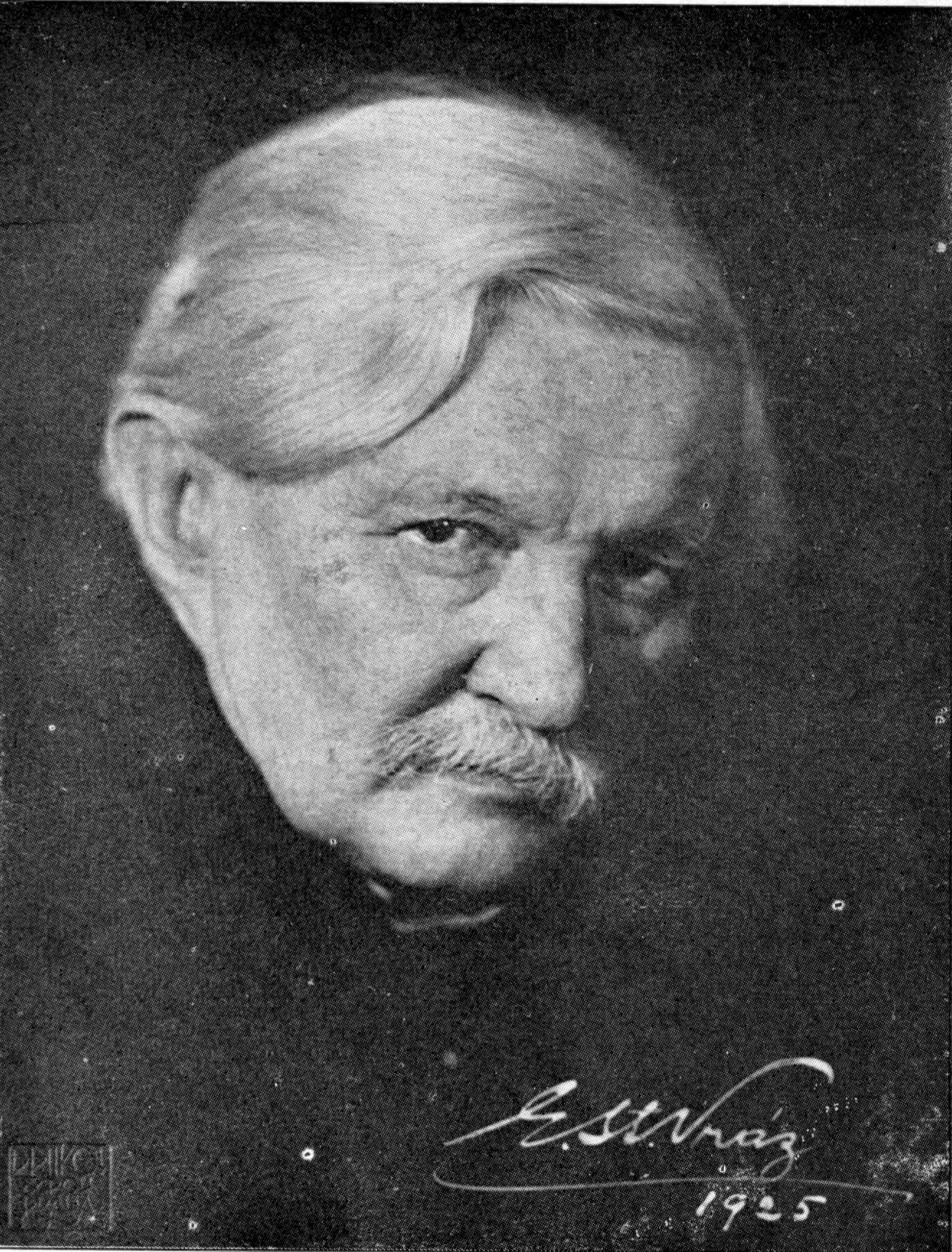
Enrique Stanko Vráz (1925)

## Leben
Vráz’ Herkunft wurde nie erhellt. Sowohl das Geburtsdatum ist nicht genau bekannt und basiert auf unterschiedlichen unbestätigten Angaben von Vráz selbst, gelegentlich wird auch sein Geburtsort mit Tarnów in Polen angegeben. Auch über seine Eltern wird nur spekuliert: sein Vater soll ein russischer Offizier (bzw. Diplomat) gewesen sein, vielleicht ein Pole oder Bulgare, seine Mutter eine Tschechin. Sogar sein Name Enrique Stanko Vráz wurde von ihm mehrmals geändert und es wird angenommen, dass er von ihm ausgedacht ist. Er soll der vermisste Dichter Karel Ilichman sein, aber auch ein Graf Kolowrat beziehungsweise ein unehelicher Sohn aus dem Geschlecht Thurn und Taxis.
Vráz begann seine Reisen im Alter von 20 Jahren. Nach einer Marokkoreise in den Jahren 1880 bis 1883 durchquerte er bis Ende 1885 die Sahara in Richtung des Gambiaflusses. 1886/87 erforschte Vráz das Küstengebiet der Länder Sierra Leone, Liberia, Ghana und der Goldküste
Ab 1889 wandte Vráz sich der Erforschung Mittel- und Südamerikas zu. Er bereiste zunächst die Inseln Guadeloupe, Martinique und Trinidad, um von dort aus nach Venezuela weiterzuziehen. Die Jahre 1892/93 galten dann der Erforschung der Flüsse Orinoko und Amazonas sowie einer Andenüberquerung, die an der Pazifikküste mündete.
Die nächste bereiste Region Vráz’ war Asien, wo er ab 1895 Japan, Zentralchina, Indonesien, Indochina, Java, Bali, Lombok, Celebes, Neuguinea, Borneo und Aden erforschte und von dort nach Böhmen zurückkehrte.
Zwei Jahre darauf zog Vráz erneut nach Mittelamerika, wo er den Vulkan Popocatepetl bestieg.
Im Jahr 1900 schloss sich eine Durchwanderung von China, der Mandschurei und Korea an, die in Wladiwostok, der Endstation der Transsibirischen Eisenbahn, schloss. Nach einer Reise über den Baikalsee zog es Vráz 1903 wieder nach Amerika, wo er zahlreiche Städte der Pazifik- und Atlantikküste besuchte, und danach wieder nach Mexiko und zur mittelamerikanischen Landbrücke reiste.
Das Verdienst Vráz’ liegt in der geographischen und ethnographischen Erforschung großer Teile der Welt.